# Дивья-прабандха
«Ди́вья-праба́ндха» (там. திவ்ய பிரபந்தம்) — сборник поэтических произведений вайшнавских тамильских святых альваров, составленный в его настоящей форме Натхамуни в IX веке. Среди тамильского индуистского населения Южной Индии «Дивья-прабандха» настолько широко известна и пользуется таким уважением, что её называют «Вайшнава-ведой» или «Дравида-ведой» и приравнивают по значению к санскритским Ведам. В «Дивья-прабандхе» воспевается слава Вишну в различных его формах и ипостасях. Альвары воспели эти гимны в разных святых местах паломничества, известных как дивья-дешам. Во многих вайшнавских храмах (таких как храм Ранганатхасвами в Шрирангаме), декламация гимнов «Дивья-прабандхи» является неотъемлемой частью ежедневного ритуала.
«Дивья-прабандха» насчитывает более четырёх тысяч гимнов, из которых выделяются 1100, сочинённые Наммальваром и называемые «Тируваймоли» («слова священного рта»). Это важный литургический сборник, в гимнах которого автор отождествляет себя с пастушкой-гопи, страдающей от разлуки с Кришной и желающей встретиться с ним.